# بوب باركر (لاعب كرة قدم)
بوب باركر (بالإنجليزية: Bob Parker)‏ (26 نوفمبر 1935 في المملكة المتحدة - ) هو لاعب كرة قدم بريطاني في مركز الدفاع. لعب مع نادي بارنسلي وهدرسفيلد تاون.